# Sekigahara, Gifu
Sekigahara (関ケ原町 Sekigahara-chō) là thị trấn thuộc huyện Fuwa, tỉnh Gifu, Nhật Bản. Tính đến ngày 1 tháng 10 năm 2020, dân số ước tính thị trấn là 6.610 người và mật độ dân số là 130 người/km2. Tổng diện tích thị trấn là 49,28 km2.

## Địa lý

### Đô thị lân cận
- Gifu
  - Ōgaki
  - Tarui
  - Ibigawa
- Shiga
  - Maibara

### Khí hậu
| Dữ liệu khí hậu của Sekigahara, Gifu     | Dữ liệu khí hậu của Sekigahara, Gifu | Dữ liệu khí hậu của Sekigahara, Gifu | Dữ liệu khí hậu của Sekigahara, Gifu | Dữ liệu khí hậu của Sekigahara, Gifu | Dữ liệu khí hậu của Sekigahara, Gifu | Dữ liệu khí hậu của Sekigahara, Gifu | Dữ liệu khí hậu của Sekigahara, Gifu | Dữ liệu khí hậu của Sekigahara, Gifu | Dữ liệu khí hậu của Sekigahara, Gifu | Dữ liệu khí hậu của Sekigahara, Gifu | Dữ liệu khí hậu của Sekigahara, Gifu | Dữ liệu khí hậu của Sekigahara, Gifu | Dữ liệu khí hậu của Sekigahara, Gifu |
| Tháng                                    | 1                                    | 2                                    | 3                                    | 4                                    | 5                                    | 6                                    | 7                                    | 8                                    | 9                                    | 10                                   | 11                                   | 12                                   | Năm                                  |
| ---------------------------------------- | ------------------------------------ | ------------------------------------ | ------------------------------------ | ------------------------------------ | ------------------------------------ | ------------------------------------ | ------------------------------------ | ------------------------------------ | ------------------------------------ | ------------------------------------ | ------------------------------------ | ------------------------------------ | ------------------------------------ |
| Cao kỉ lục °C (°F)                       | 15.6 (60.1)                          | 19.1 (66.4)                          | 23.7 (74.7)                          | 29.5 (85.1)                          | 32.6 (90.7)                          | 36.1 (97.0)                          | 37.6 (99.7)                          | 37.9 (100.2)                         | 35.7 (96.3)                          | 30.7 (87.3)                          | 25.0 (77.0)                          | 19.7 (67.5)                          | 37.9 (100.2)                         |
| Trung bình ngày tối đa °C (°F)           | 6.9 (44.4)                           | 8.0 (46.4)                           | 12.1 (53.8)                          | 18.0 (64.4)                          | 23.0 (73.4)                          | 26.2 (79.2)                          | 30.0 (86.0)                          | 31.8 (89.2)                          | 27.6 (81.7)                          | 21.9 (71.4)                          | 15.8 (60.4)                          | 9.7 (49.5)                           | 19.3 (66.6)                          |
| Trung bình ngày °C (°F)                  | 3.1 (37.6)                           | 3.6 (38.5)                           | 7.1 (44.8)                           | 12.6 (54.7)                          | 17.6 (63.7)                          | 21.5 (70.7)                          | 25.4 (77.7)                          | 26.7 (80.1)                          | 22.8 (73.0)                          | 17.0 (62.6)                          | 11.0 (51.8)                          | 5.6 (42.1)                           | 14.5 (58.1)                          |
| Tối thiểu trung bình ngày °C (°F)        | −0.1 (31.8)                          | 0.0 (32.0)                           | 2.6 (36.7)                           | 7.6 (45.7)                           | 12.9 (55.2)                          | 17.7 (63.9)                          | 22.1 (71.8)                          | 23.1 (73.6)                          | 19.2 (66.6)                          | 13.0 (55.4)                          | 6.8 (44.2)                           | 2.1 (35.8)                           | 10.6 (51.1)                          |
| Thấp kỉ lục °C (°F)                      | −6.6 (20.1)                          | −8.7 (16.3)                          | −5.5 (22.1)                          | −1.2 (29.8)                          | 4.3 (39.7)                           | 10.6 (51.1)                          | 15.2 (59.4)                          | 14.6 (58.3)                          | 9.7 (49.5)                           | 3.8 (38.8)                           | −1.7 (28.9)                          | −5.8 (21.6)                          | −8.7 (16.3)                          |
| Lượng Giáng thủy trung bình mm (inches)  | 140.8 (5.54)                         | 111.9 (4.41)                         | 143.0 (5.63)                         | 160.7 (6.33)                         | 204.0 (8.03)                         | 242.4 (9.54)                         | 297.5 (11.71)                        | 194.9 (7.67)                         | 283.1 (11.15)                        | 169.2 (6.66)                         | 95.9 (3.78)                          | 138.5 (5.45)                         | 2.181,9 (85.90)                      |
| Lượng tuyết rơi trung bình cm (inches)   | 59 (23)                              | 42 (17)                              | 8 (3.1)                              | 0 (0)                                | 0 (0)                                | 0 (0)                                | 0 (0)                                | 0 (0)                                | 0 (0)                                | 0 (0)                                | 0 (0)                                | 29 (11)                              | 131 (52)                             |
| Số ngày giáng thủy trung bình (≥ 1.0 mm) | 15.6                                 | 13.0                                 | 13.1                                 | 11.1                                 | 10.8                                 | 12.3                                 | 13.5                                 | 10.9                                 | 11.3                                 | 9.7                                  | 10.0                                 | 15.7                                 | 147                                  |
| Số ngày tuyết rơi trung bình (≥ 3 cm)    | 5.0                                  | 3.8                                  | 0.9                                  | 0                                    | 0                                    | 0                                    | 0                                    | 0                                    | 0                                    | 0                                    | 0                                    | 2.1                                  | 11.8                                 |
| Số giờ nắng trung bình tháng             | 125.3                                | 137.0                                | 177.6                                | 188.5                                | 188.4                                | 145.3                                | 151.6                                | 182.1                                | 143.4                                | 155.7                                | 146.1                                | 134.2                                | 1.875,3                              |
| Nguồn: Cục Khí tượng Nhật Bản            |                                      |                                      |                                      |                                      |                                      |                                      |                                      |                                      |                                      |                                      |                                      |                                      |                                      |